# Antje Schmidt
Antje Schmidt (* 1967 in Moers, Nordrhein-Westfalen) ist eine deutsche Film-, Fernseh- und Theater-Schauspielerin.

## Leben
Schmidt erhielt ihre Ausbildung an der Schauspielakademie Zürich. Seit ihrem Kinodebüt in Xaver Schwarzenbergers Adaption von Eva Hellers Romanbestseller Beim nächsten Mann wird alles anders 1989 hatte sie in zahlreichen Kino- und Fernsehfilmen Hauptrollen. Auch als Bühnenschauspielerin besitzt sie großes Renommee. Am Residenztheater München spielte Schmidt von 1989 bis 1993 unter anderem unter der Regie von August Everding (in Einsame Menschen), Arie Zinger (Totentanz), Martin Fried (Mein Kampf), Peter Palitzsch (Michael Kramer) und András Fricsay (Amphitryon, Kabale und Liebe). Zu ihren weiteren Theaterstationen gehören das Schauspiel Bonn und das Maxim-Gorki-Theater in Berlin.

## Filmografie (Auswahl)
- 1989: Beim nächsten Mann wird alles anders
- 1992: Wir Enkelkinder
- 1994: Nacht der Frauen
- 1995: Im Innern des Bernsteins
- 1996: Zugvögel … Einmal nach Inari
- 1996: Die Straßen von Berlin (Fernsehserie, 2 Folgen)
- 1997: Vergewaltigt – Die Wahrheit und andere Lügen
- 1997: Im Atem der Berge – Ein Jahr zwischen Himmel und Hölle
- 1997: Koma – Lebendig begraben
- 1997: Zur Zeit zu Zweit
- 1997: Still Movin’
- 1997: James Bond 007 – Der Morgen stirbt nie (Statistenrolle)
- 1998: Vergewaltigt – Eine Frau schlägt zurück
- 1998: Tatort: Manila (Fernsehreihe)
- 1998: Auch Männer brauchen Liebe
- 1999: Sara Amerika
- 1999: Die Cleveren
- 2000: Der Elefant in meinem Bett
- 2000: Und morgen geht die Sonne wieder auf
- 2000: Ich kämpfe, solange du lebst
- 2001: Thema Nr. 1
- 2002: Pest – Die Rückkehr
- 2002: Die Nacht, in der ganz ehrlich überhaupt niemand Sex hatte
- 2002: Der Stellvertreter
- 2002: Broti & Pacek – Irgendwas ist immer
- 2003: Das Duo – Stiller Tod
- 2003: Wilsberg: Wilsberg und der stumme Zeuge (Fernsehserie)
- 2004: Sterne über Madeira
- 2004: Tatort: Waidmanns Heil
- 2004: Der Ermittler: Nachtschwimmer
- 2004: Rosamunde Pilcher: Traum eines Sommers
- 2004: Ein Baby für dich
- 2005: Das Traumhotel – Überraschung in Mexiko
- 2005: Ein Kuckuckskind der Liebe
- 2006: In aller Freundschaft (Fernsehserie, Folge Väter und Söhne)
- 2006: Polizeiruf 110: Tod im Ballhaus (Fernsehserie)
- 2007: Die Copiloten
- 2007: Notruf Hafenkante (Fernsehserie, Folge Der lange Weg zurück)
- 2007: SOKO Kitzbühel Todbringendes Erbe
- Seit 2007: Der Staatsanwalt
- 2008: Alarm für Cobra 11 – Die Autobahnpolizei: Wer einmal lügt …
- 2008: Polizeiruf 110: Keiner schreit
- 2010: Fremdgehen
- 2011: Vater Mutter Mörder
- 2012: Allein unter Nachbarn
- 2012: Und alle haben geschwiegen
- 2013: Bloch: Das Labyrinth (Fernsehserie)
- 2013: Einmal Leben bitte
- 2013: Notruf Hafenkante (Fernsehserie, Folge Einstand)
- 2013: Ein starkes Team: Prager Frühling (Fernsehfilm)
- 2014: Frauen verstehen
- 2014: In aller Freundschaft (Fernsehserie, Folge Zukunftsperspektiven)
- 2014: SOKO Wismar (Fernsehserie, Folge Ausgebremst)
- 2015: Die Kanzlei (Fernsehserie, Folge Der nächste Zug)
- 2015: In aller Freundschaft – Die jungen Ärzte (Fernsehserie, Folgen Grenzen und Auf Messers Schneide)
- 2017: SOKO Wismar (Fernsehserie, Folge Geier Sturzflug)
- 2018: Bettys Diagnose (Fernsehserie, Folge Aufgewacht)
- 2018: Was uns nicht umbringt
- 2018: Schattengrund – Ein Harz-Thriller (Fernsehfilm)
- 2019: 23 Morde – Bereit für die Wahrheit? (Fernsehserie, Folge Mörser)
- 2020: SOKO Köln (Fernsehserie, Folge Wunschkinder)
- 2020: Martha und Tommy (Fernsehfilm)
- 2021: Der Bergdoktor (Fernsehserie, Folge Bittere Tränen)
- 2022: WaPo Bodensee (Fernsehserie, Folgen Speed, Die Tatortreinigerin)
- 2023: SOKO Leipzig (Fernsehserie, Folge Kein Weg zurück)

## Theater
- 1989: Totentanz als Judith
- 1989: Einsame Menschen als Käthe Vockerat
- 1990: Mein Kampf als Gretchen
- 1991: Schreib mich in den Sand als Judith
- 1991: Memmingen als Barbara
- 1992: Michael Kramer als Liese Bänsch
- 1992: Irrlichter als Frau Mack
- 1993: Kabale und Liebe als Lady Milford
- 1993: Amphitryon als Charis
- 1994: Leben wie die Schweine als Nelke
- 1999: Die Beleidigten als Marion
- 2003: The blue room als die Frau
- 2008: Der Gott des Gemetzels als Veronique
- 2010: Gott des Gemetzels

## Auszeichnungen
- 1990 Förderpreis für junge Künstler des Bayerischen Ministeriums für Wissenschaft und Kultur
- 2000 Bayerischer Fernsehpreis für die Fernsehfilme Und morgen geht die Sonne wieder auf (RTL) und Der Elefant in meinem Bett (ProSieben) für ihre herausragende schauspielerische Leistung